# Hapona amira
Hapona amira là một loài nhện trong họ Toxopidae.
Loài này thuộc chi Hapona. Hapona amira được miêu tả năm 1970 bởi Raymond Robert Forster.